# Five Came Back
Five Came Back ist eine US-amerikanische Dokumentarserie, die auf dem Buch Five Came Back: A Story of Hollywood and the Second World War des Journalisten Mark Harris aus dem Jahr 2014 basiert. Die dreiteilige Serie wurde unter anderem am 31. März 2017 auf Netflix veröffentlicht.

## Handlung
Der Dokumentarfilm konzentriert sich auf fünf Regisseure – John Ford, William Wyler, John Huston, Frank Capra und George Stevens – deren kriegsrelevante Werke und ihre Arbeit an vorderster Front während des Zweiten Weltkriegs von den Filmemachern Paul Greengrass, Steven Spielberg, Francis Ford Coppola, Guillermo del Toro und Lawrence Kasdan analysiert bzw. kommentiert werden.
Jeder der Filmemacher erörtert die Auswirkungen des Krieges auf einen der fünf früheren Regisseure: Steven Spielberg (Wyler), Francis Ford Coppola (Huston), Guillermo del Toro (Capra), Paul Greengrass (Ford) und Lawrence Kasdan (Stevens).
Netflix streamt auch die 13 im Film behandelten Dokumentarfilme:
- The Battle of Midway (1942, John Ford)
- Prelude to War (1942, Frank Capra)
- The Battle of Russia (1943, Frank Capra)
- Undercover: How to Operate Behind Enemy Lines (1943, John Ford)
- Report from the Aleutians (1943, John Huston)
- The Memphis Belle: A Story of a Flying Fortress (1944, William Wyler)
- The Negro Soldier (1944, Stuart Heisler; Frank Capra)
- Tunisian Victory (1944, John Huston)
- Know Your Enemy: Japan (1945, Frank Capra)
- The Battle of San Pietro (1945, John Huston)
- Nazi Concentration Camps (1945, George Stevens)
- Let There Be Light (1946, John Huston)
- Thunderbolt (1947, William Wyler)

## Produktion
Die Filmemacher studierten mehr als 100 Stunden Wochenschau- und Archivmaterial sowie mehr als 40 Dokumentationen und Schulungsfilme, die von den fünf Regisseuren während des Krieges erstellt wurden. Sie überprüften auch 50 Studiofilme der Regisseure und mehr als 30 Stunden Rohmaterial aus ihren Kriegsfilmen. Regisseur Laurent Bouzereau, der über umfangreiche Erfahrung in der Dokumentation von Filmen und Regisseuren verfügt, stellte die Idee vor, fünf aktuelle Regisseure für das Projekt zu interviewen. Die deutsche Synchronisation übernahm die VSI Berlin, unter der Dialogregie von Zoë Beck, die auch die Dialogbücher schrieb.
| Person                | Beruf                                           | Deutscher Doku-Sprecher |
| --------------------- | ----------------------------------------------- | ----------------------- |
| Steven Spielberg      | Filmregisseur und Filmproduzent                 | Viktor Neumann          |
| Francis Ford Coppola  | Filmregisseur, Drehbuchautor und Filmproduzent  | Hans-Eckart Eckhardt    |
| Guillermo del Toro    | Filmregisseur, Drehbuchautor und Filmproduzent  | Nils Nelleßen           |
| Paul Greengrass       | Filmregisseur und Autor                         | Rainer Doering          |
| Lawrence Kasdan       | Drehbuchautor und Filmregisseur                 | Hans Hohlbein           |
| Meryl Streep (Stimme) | Schauspielerin, Erzählerin in der Dokumentation | Marianne Groß           |

## Episoden
| Nr. (ges.) | Nr. (St.) | Deutscher Titel      | Originaltitel          | Erstausstrahlung USA | Deutschsprachige Erstausstrahlung (D) | Regie             | Drehbuch    |
| --- | --------- | -------------------- | ---------------------- | -------------------- | ------------------------------------- | ----------------- | ----------- |
| 1 | 1         | Die Mission beginnt  | "The Mission Begins"   | 31. März 2017        | 31. März 2017                         | Laurent Bouzereau | Mark Harris |
| Die Serie befasst sich mit den Hintergründen der fünf Regisseure zu Beginn des Zweiten Weltkriegs und ihren Motiven zur Unterstützung der Kriegsanstrengungen. John Fords Battle of Midway wurde direkt von Präsident Franklin D. Roosevelt genehmigt, während Frank Capra darum kämpft, Why We Fight zu machen. |           |                      |                        |                      |                                       |                   |             |
| 1 | 2         | An der Front         | "Combat Zones"         | 31. März 2017        | 31. März 2017                         | Laurent Bouzereau | Mark Harris |
| Die Regisseure erfahren, dass ihre Konzeption der Filme der US-Regierung nicht immer genehm ist. Wyler ist schockiert über den Rassismus gegen afroamerikanische Soldaten und weigert sich, einen Film über die Rekrutierung schwarzer Soldaten zu drehen. Währenddessen bereitet die rassistische Darstellung der Japaner gegenüber der menschlichen Darstellung der Deutschen in den Filmen dem Kriegsministerium Sorgen, das zu diesem Zeitpunkt vorhatte, die japanisch-amerikanische Bevölkerung aus Internierungslagern in US-amerikanische Städte umzuverteilen. |           |                      |                        |                      |                                       |                   |             |
| 1 | 3         | Der Preis des Sieges | "The Price of Victory" | 31. März 2017        | 31. März 2017                         | Laurent Bouzereau | Mark Harris |
| Die fünf Regisseure kehren nach dem Krieg nach Hollywood zurück, werden aber für immer von dem heimgesucht, was sie gesehen haben. Ford geht auf Trinkgelage, nachdem er das Gemetzel am D-Day gefilmt hat. Stevens ist völlig unvorbereitet auf die Schrecken von Dachau (KZ) und stellt für sich fest, dass er nicht mehr nur anwesend ist, um Propaganda zu filmen, sondern um Beweise für Verbrechen gegen die Menschlichkeit zu sammeln. Wyler, der während des Krieges sein Gehör verloren hat, befürchtet, dass seine Karriere vorbei ist. Huston berichtet im Film Let There Be Light über Soldaten mit posttraumatischer Belastungsstörung, was die damalige US-Regierung nicht der Öffentlichkeit wissen lassen will. |           |                      |                        |                      |                                       |                   |             |

## Rezeption
Five Came Back wurde weitgehend positiv aufgenommen. Es hat eine 97 % Zustimmung Bewertung basierend auf 37 Bewertungen auf Bewertungsaggregator Rotten Tomatoes. Peter Travers von Rolling Stone gab der Serie 3,5 von 4 Sternen und schrieb: „Five Came Back ist das Nirvana für Filmliebhaber und ein echter Blickfang für alle, die sich mit diesem Thema noch nicht auskennen.“
David Sims von The Atlantic lobte die heutige Relevanz der Serie und stellte fest, dass sie länger hätte dauern müssen: „Harris' Buch erkannte, dass Hollywood unsere Wahrnehmung der Realität oft stärker prägt als wir wissen und dass die Rekrutierung dieser Regisseure durch das US-Militär eng miteinander verknüpft ist. Die Filmindustrie mit manchmal gefährlichen Annahmen von Wahrheit und Realismus. Five Came Back ist letztendlich eine überzeugende Untersuchung der Propaganda – ihres Zwecks, ihrer Wirksamkeit und ihrer Nachteile. All dies sind Dinge, die es wert sind, im Jahr 2017 in Betracht gezogen zu werden, so wie vor vielen Jahrzehnten.“
Insgesamt ist die Serie ihrer Geschichte sehr ähnlich: mythisch, abenteuerlich, romantisch. Und real." Brian Tallerico, der für RogerEbert.com schrieb, nannte es ein „Muss“ und einen „Traum von Cinephilen und Historikern wird wahr“
In der New York Times schreibt Ben Kenigsberg: „Five Came Back ist vor allem eine Einladung, mehr zu sehen: Es ist schwer, es zu sehen, ohne an Wylers Mrs. Miniver oder Fords They Were Expendable zu denken. Es ist ein weiterer Beweis: Wenn es nötig wäre, würden diese Männer nicht einfach Propaganda machen, sondern Kunst, die Bestand haben würde.“
Kristin Hunt von Slashfilm fragte, warum sich die Serie nicht mit Fords Antisemitismus oder Capras Bewunderung für Benito Mussolini befasste, sondern generell positiv war: „Five Came Back ist ein Beweis für die Macht des Kinos und die damit verbundenen moralischen Implikationen. War all diese Propaganda zulässig? Der Dokumentarfilm hat manchmal Angst, sich wirklich mit dieser Frage auseinanderzusetzen“.
Peter Debruge, Hauptfilmkritiker von Variety, war weniger begeistert und kritisierte die Serie, weil sie die reiche Originalforschung in Harris' Buch für die Gedanken der fünf aktuellen Hollywood-Regisseure ausgelassen habe, deren Zweck er nur als Werbegag empfand.
Meryl Streep, die als Erzählerin fungiert, wurde für ihre Leistung mit dem Primetime Emmy Award als herausragende Erzählerin ausgezeichnet. Der Komponist Jeremy Turner wurde für den Emmy Award – für herausragende Musikkomposition nominiert.